# Urma Sellinger
Urma Sellinger är en svensk musikgrupp bildad 2010 i Botkyrka kommun av vännerna Eric Lindqvist, John Eriksson och Alexander Borg.

## Bandmedlemmar
- Olle Johansson - Sång
- Eric Lindqvist - Gitarr
- Anton Lindqvist - Bas
- John Eriksson - Trummor

Tidigare medlemmar
- Axel Vålvik - Bas
- Alexander Borg - Sång
- Andrée Borg - Gitarr

## Musik

### EP
- 2010: Live Love Laugh
- 2013: A Thousand Days

### Album
- 2012: Urma Sellinger

### Singlar
- 2012: For Those We've Lost
- 2012: Crown The Liar
- 2013: Out of Reach